# Panzerlied
Panzerlied (szó szerint: páncélos dal) a Wehrmacht páncélos indulója volt a náci Németország idején, amit elsősorban a páncélos erőknél énekeltek a második világháborúban. A Wehrmacht egyik legszélesebb körben ismert dala, melynek népszerűségét az 1965-ös A halál ötven órája (eredeti címen: Battle of the Bulge) című film is elősegítette.

## Története
Szövegét 1933. június 28-án szerezte Kurt Wiehle főhadnagy, útban a szászországi Königsbrück gyakorlótérre. Dallamát a 19. századi Luiska-Liednek tulajdonítják, de ezt más véleményekkel ellentétben nem lehet teljesen biztosra venni. A dalt a Bundeswehr Kameraden singt! (Bajtársak, énekeljetek!) című daloskönyvének legutolsó, 1991-es kiadása is tartalmazza. 2017 májusában a német szövetségi védelmi miniszter, Ursula von der Leyen az új nácitlanítási törekvések részeként leállíttatta a daloskönyv további kiadását, ahol a Panzerlied különösen a kritikák kereszttüzébe került. Minden versszak második felének dallamát a Südwesterliedből (az 1937-es, namíbiai németek dalából) kölcsönözték.

## Szövege
1.
Ob’s stürmt oder schneit,
Ob die Sonne uns lacht,
Der Tag glühend heiß
Oder eiskalt die Nacht,
Bestaubt sind die Gesichter,
Doch froh ist unser Sinn,
Ja unser Sinn.
Es braust unser Panzer
Im Sturmwind dahin.

2.
Mit donnernden Motoren,
Geschwind wie der Blitz,
Dem Feinde entgegen,
Im Panzer geschützt.
Voraus den Kameraden,
Im Kampf steh'n wir allein,
Steh'n wir allein,
So stoßen wir tief
In die feindlichen Reihn.

3.
Wenn vor uns ein feindliches
Heer dann erscheint,
Wird Vollgas gegeben
Und ran an den Feind!
Was gilt denn unser Leben
Für unsres Reiches Heer? 
Ja Reiches Heer
Für Deutschland zu sterben
Ist uns höchste Ehr.

4.
Mit Sperren und Minen
Hält der Gegner uns auf,
Wir lachen darüber
Und fahren nicht drauf.
Und droh'n vor uns Geschütze,
Versteckt im gelben Sand,
Im gelben Sand,
Wir suchen uns Wege,
Die keiner sonst fand.

5.
Und läßt uns im Stich
Einst das treulose Glück,
Und kehren wir nicht mehr
Zur Heimat zurück,
Trifft uns die Todeskugel,
Ruft uns das Schicksal ab,
Ja Schicksal ab,
Dann wird uns der Panzer
Ein ehernes Grab.

## Magyarul
1.
Legyen bár vihar vagy havazás,
Vagy nevessen ránk a nap,
A nappal izzóan forró
Vagy jéghideg az éjszaka,
Por lepi el arcunkat,
De boldogok vagyunk,
Igen, boldogok.
Zúg a páncélosunk
A viharos szélben.

2.
Bömbölő motorokkal,
Sebesen, mint a villám,
Az ellenséggel szemben,
Páncélosban védve.
A bajtársak előtt (haladva),
A harcban egyedül állunk,
Egyedül állunk,
Így nyomulunk be mélyen
Az ellenség soraiba.

3.
Ha majd feltűnik előttünk
Egy ellenséges sereg,
Teljes gázt adunk,
És előre az ellenségre!
Mit is ér az életünk
Birodalmunk hadserege számára?
Hadserege számára
Németországért meghalni
Számunkra a legnagyobb erény.

4.
Útzárakkal és aknákkal
Tartóztat fel bennünket az ellenség,
Mi nevetünk rajta
És nem megyünk arra.
Előttünk lövegek fenyegetnek,
Elrejtőzve a sárga homokban,
A sárga homokban,
Olyan utakat keresünk,
Melyeket más nem talált.

5.
És hagyjon minket cserben
Egyszer a hűtlen szerencse,
És nem térünk többé
Haza,
Eltalál minket a halálos lövedék,
Elszólít bennünket a sors,
Igen, a sors,
Így lesz a páncélos
Számunkra acélsír.

## Fordítás
- Ez a szócikk részben vagy egészben  a   Panzerlied című német Wikipédia-szócikk ezen változatának fordításán alapul.  Az eredeti cikk szerkesztőit annak laptörténete sorolja fel. Ez a jelzés csupán a megfogalmazás eredetét és a szerzői jogokat jelzi, nem szolgál a cikkben szereplő információk forrásmegjelöléseként.
- Ez a szócikk részben vagy egészben  a   Panzerlied című angol Wikipédia-szócikk ezen változatának fordításán alapul.  Az eredeti cikk szerkesztőit annak laptörténete sorolja fel. Ez a jelzés csupán a megfogalmazás eredetét és a szerzői jogokat jelzi, nem szolgál a cikkben szereplő információk forrásmegjelöléseként.